# テラロッサ

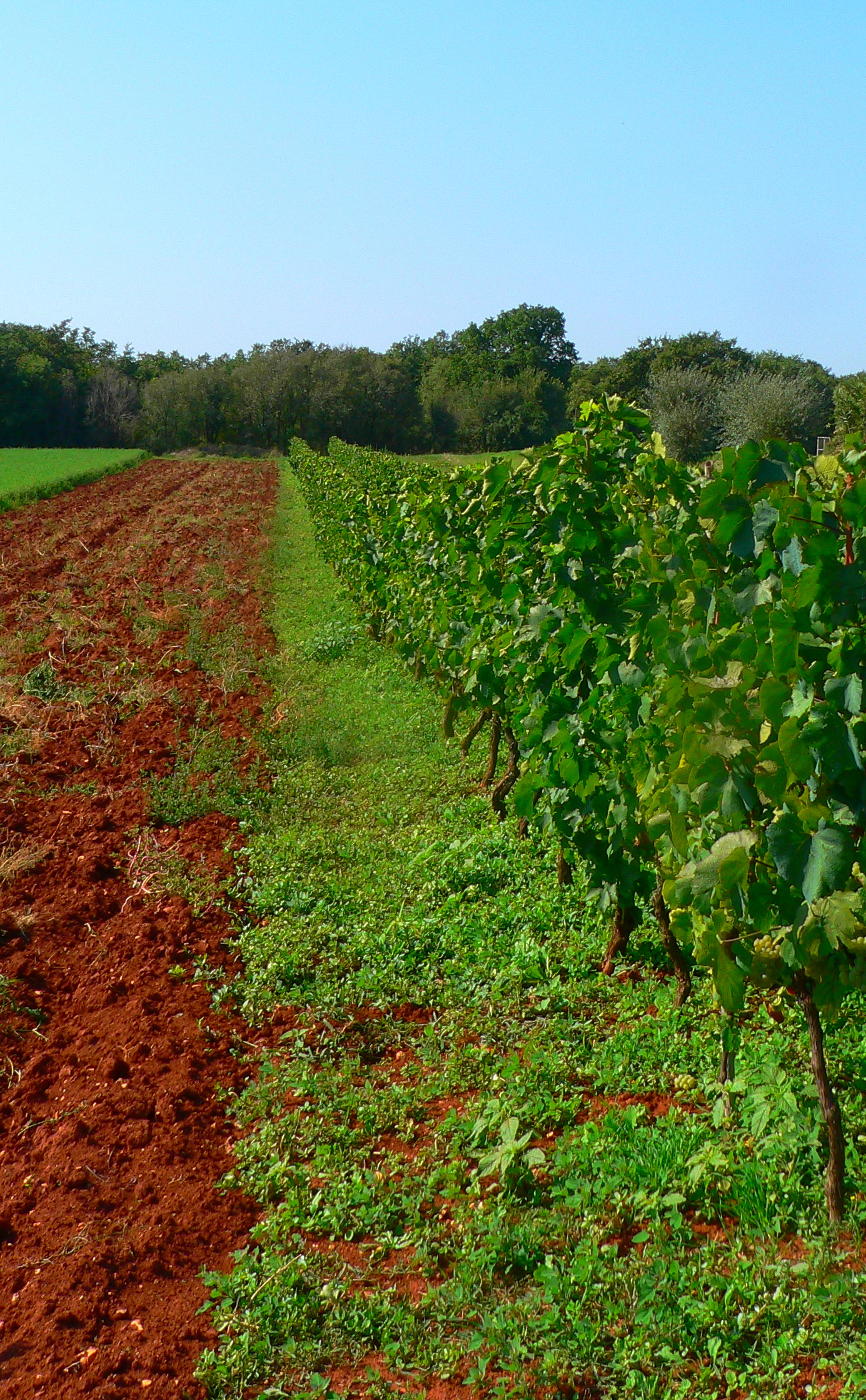
テラロッサの土壌

テラロッサ( terra rossa )とは、間帯土壌に分類される土壌で、イタリア語で赤い土を意味する。
カルスト地形を構成する石灰岩が風化してできた土壌で、地中海沿岸に主に分布している。石灰に含まれる炭酸カルシウムが溶け出し、後に残った鉄分などが酸化したために赤紫色をしている。もとは地中海沿岸のものを指したが、のち同じ起源の赤色土壌にも使われるようになった。あまり肥沃でなく、果樹栽培に利用される事が多い。
テラロッサの風化がさらに進んで石灰分が抜け、アルカリ化が進んだ粘土質の褐色土壌はテラフスカと呼ぶ。